# 特力集團
特力股份有限公司（Test Rite International Co., Ltd.），簡稱：特力集團，是台灣一個以貿易與零售通路為事業重心的企業集團，由何湯雄、李麗秋夫婦創立。

## 沿革
1974年，以從事五金工具進出口代理在台灣貿易業界著名的李麗秋創立「秋記貿易」，後來在1978年將秋記貿易改組為特力公司，以從事進出口貿易為主。之後，李麗秋與身為自己下屬的何湯雄結婚，李麗秋與何湯雄兩人一內一外，除了使特力公司的事業版圖邁向國際，並跨足零售領域。
1995年，特力公司與英國翠豐集團（Kingfisher Group）合作，將DIY器材量販店B&Q引進台灣。之後，又自行成立HOLA特力和樂、HOMY特力和家等品牌，大力發展以家居用品為中心的量販事業，主要競爭對手為宜家家居（IKEA）。特力公司除了供貨予旗下的零售通路之外，同時也是沃爾瑪（Wal-Mart）、家得寶（Home Depot）等跨國通路商的供應商。此外，特力公司在2007年至2012年5月間擁有工具製造商東隆五金的多數股權。

## 旗下事業
- 特力屋

工具材料專賣店，原為特力集團與翠豐集團合資的「B&Q特力屋」，2007年特力集團向B&Q收回經營權後改為現名。
- 特力和樂（HOLA）

家居用品專賣店，以自家代理的進口品牌為主和其他賣場區隔，前身為和樂家居館，後改為現名。
- 和樂名品傢俱（HOLA CASA）

高階床具專賣店，前身為HOMY特力和家。
- Crate & Barrel

代理經典美式居家休閒家具家飾品牌。
- 好好生活（Hoi）

獨家代理林氏木業、源氏木語、芝華仕等知名國際家具品牌。
- 特力貿易

特力貿易事業群有三大業務模式，分別是：貿易、代理、進口。佔比最大為貿易，主要買家在歐美地區。
- 特家（股）公司

經營國際品牌台灣總代理業務，共有收納，餐廚，家電，寢具四大類別，知名品牌如WMF、KitchenAid、Wedgwood 床寢、Winix 等等。
- 中欣實業

建築材料商。
- 鴻駿訊息（B&S Link）

電子商務平台。

## 商場

### 現有分店
| 縣市   | 行政區 | 分店                | 圖片 | 地址                          | 備註 |
| 桃園市 | 蘆竹區 | 特力家居桃園館      |      | 桃園市蘆竹區中正路1號         | 2011年9月2日開幕，全新的居家生活購物中心「特力家居（DECOR HOUSE）」，由原有的特力屋拆除重新改建而來。 |
| 臺中市 | 西屯區 | 特力屋西屯商場      |      | 台中市西屯區台灣大道四段528號 | 斥資新臺幣4億元、在台灣大道旁打造占地近3,000坪的「特力屋西屯商場」於2016年1月23日開業，是特力集團全台首座自建、自營的複合式商場，結合家具專櫃、美食餐飲與特力屋等13個品牌於一體，首年年營收目標上看10億元。 2018年5月12日，特力和樂HOLA進駐。 |
| 臺南市 | 仁德區 | Life1生活廣場臺南館 |      | 台南市仁德區中山路777號       | 家樂福仁德店隔壁。2005年開幕，最初名稱為「Life1生活廣場台南館」，後更名為「特力家居台南館」，並且合併毗鄰的特力屋、旺來鄉進行改建後始為現今模樣，2025年7月恢復原名。營業面積17,000坪。                                                        |
| 高雄市 | 左營區 | Life1生活廣場高雄館 |      | 高雄市左營區民族一路948號     | 鄰近文藻外語大學，高雄榮民總醫院。2005年開幕，最初名稱為「Life1生活廣場高雄館」，後更名為「特力家居高雄館」，2025年7月恢復原名。營業面積11,500坪。                                                                                            |

### 過往分店
| 縣市   | 行政區 | 分店                    | 圖片 | 地址                       | 備註 |
| 桃園市 | 桃園區 | Life1生活廣場桃園中平店 |      | 桃園市桃園區泰昌八街21號B1 | 位於桃園亞洲電台大樓地下層商業空間，由鮮綠市集、多樣屋tayohya、JT Cafe等生活品牌及餐飲進駐，現已結束營業。 |

## 外部連結
- 特力集團 （页面存档备份，存于）
- 特力家居Dècor Hoüse （页面存档备份，存于）
- 特力屋官方網站 （页面存档备份，存于）
- HOLA 和樂家居 （页面存档备份，存于）
- hoi!好好生活 （页面存档备份，存于）
- HOLA 和樂家居的Facebook專頁
- 特力屋 DIY 輕鬆玩家的Facebook專頁
- 台灣公司資料 （页面存档备份，存于）